# Gallirallus modestus
Cabalus modestus е изчезнал вид птица от семейство Rallidae, единствен представител на род Cabalus.

## Разпространение
Видът е разпространен в Нова Зеландия.